# Primera División 1994-1995 (Argentina)
L'edizione 1994-1995 della Primera División argentina fu la quinta ad essere disputata con la formula dei tornei di Apertura e Clausura. L'Apertura 1994 fu vinto dal River Plate, mentre nel Clausura 1995 prevalse il San Lorenzo, che non si imponeva dal 1974.

## Torneo di Apertura
| Pos. | Squadra                        | Pt | G  | V  | N  | P  | GF | GS | DR  |
| ---- | ------------------------------ | -- | -- | -- | -- | -- | -- | -- | --- |
| 1.   | River Plate                    | 31 | 19 | 12 | 7  | 0  | 31 | 14 | 17  |
| 2.   | San Lorenzo                    | 26 | 19 | 9  | 8  | 2  | 30 | 21 | 9   |
| 3.   | Vélez Sársfield                | 24 | 19 | 9  | 6  | 4  | 28 | 16 | 12  |
| 4.   | Newell's Old Boys              | 23 | 19 | 7  | 9  | 3  | 22 | 14 | 8   |
| 5.   | Argentinos Juniors             | 22 | 19 | 8  | 6  | 5  | 24 | 19 | 5   |
| 6.   | Belgrano (Córdoba)             | 21 | 19 | 7  | 7  | 5  | 25 | 18 | 7   |
| 7.   | Lanús                          | 21 | 19 | 7  | 7  | 5  | 20 | 24 | -4  |
| 8.   | Banfield                       | 20 | 19 | 7  | 6  | 6  | 20 | 15 | 5   |
| 9.   | Rosario Central                | 20 | 19 | 7  | 6  | 6  | 22 | 20 | 2   |
| 10.  | Gimnasia y Esgrima La Plata    | 20 | 19 | 5  | 10 | 4  | 20 | 19 | 1   |
| 11.  | Independiente                  | 19 | 19 | 7  | 5  | 7  | 29 | 28 | 1   |
| 12.  | Racing Club                    | 19 | 19 | 6  | 7  | 6  | 15 | 18 | -3  |
| 13.  | Boca Juniors                   | 17 | 19 | 5  | 7  | 7  | 29 | 28 | 1   |
| 14.  | Huracán                        | 16 | 19 | 6  | 4  | 9  | 22 | 25 | -3  |
| 15.  | Platense                       | 16 | 19 | 5  | 6  | 8  | 19 | 24 | -5  |
| 16.  | Ferro Carril Oeste             | 16 | 19 | 5  | 6  | 8  | 21 | 30 | -9  |
| 17.  | Gimnasia y Esgrima (Jujuy)     | 15 | 19 | 6  | 3  | 10 | 13 | 24 | -11 |
| 18.  | Deportivo Español              | 12 | 19 | 3  | 6  | 10 | 16 | 26 | -10 |
| 19.  | Deportivo Mandiyú (Corrientes) | 11 | 19 | 1  | 9  | 9  | 19 | 31 | -12 |
| 20.  | Talleres (Córdoba)             | 9  | 19 | 2  | 7  | 10 | 18 | 29 | -11 |

### Marcatori
| Pos. | Giocatore        | Squadra      | Gol |
| ---- | ---------------- | ------------ | --- |
| 1    | Enzo Francescoli | River Plate  | 12  |
| 2    | Sergio Martínez  | Boca Juniors | 8   |

## Torneo di Clausura
| Pos. | Squadra                        | Pt | G  | V  | N  | P | GF | GS | DR  |
| ---- | ------------------------------ | -- | -- | -- | -- | - | -- | -- | --- |
| 1.   | San Lorenzo                    | 30 | 19 | 14 | 2  | 3 | 31 | 12 | 19  |
| 2.   | Gimnasia y Esgrima La Plata    | 29 | 19 | 12 | 5  | 2 | 29 | 13 | 16  |
| 3.   | Vélez Sársfield                | 28 | 19 | 12 | 4  | 3 | 31 | 13 | 18  |
| 4.   | Boca Juniors                   | 24 | 19 | 9  | 6  | 4 | 33 | 19 | 14  |
| 5.   | Deportivo Español              | 24 | 19 | 10 | 4  | 5 | 27 | 13 | 14  |
| 6.   | Racing Club                    | 20 | 19 | 6  | 8  | 5 | 20 | 19 | 1   |
| 7.   | Rosario Central                | 19 | 19 | 5  | 9  | 5 | 29 | 23 | 6   |
| 8.   | Platense                       | 19 | 19 | 4  | 11 | 4 | 15 | 14 | 1   |
| 9.   | Lanús                          | 18 | 19 | 7  | 4  | 8 | 21 | 19 | 2   |
| 10.  | River Plate                    | 18 | 19 | 7  | 4  | 8 | 29 | 30 | -1  |
| 11.  | Independiente                  | 18 | 19 | 7  | 4  | 8 | 24 | 26 | -2  |
| 12.  | Gimnasia y Esgrima (Jujuy)     | 17 | 19 | 4  | 9  | 6 | 19 | 23 | -4  |
| 13.  | Banfield                       | 16 | 19 | 5  | 6  | 8 | 17 | 22 | -5  |
| 14.  | Ferro Carril Oeste             | 16 | 19 | 4  | 8  | 7 | 12 | 20 | -8  |
| 15.  | Newell's Old Boys              | 15 | 19 | 5  | 5  | 9 | 21 | 27 | -6  |
| 16.  | Talleres (Córdoba)             | 15 | 19 | 3  | 9  | 7 | 20 | 29 | -9  |
| 17.  | Belgrano (Córdoba)             | 15 | 19 | 5  | 5  | 9 | 12 | 26 | -14 |
| 18.  | Deportivo Mandiyú (Corrientes) | 14 | 19 | 3  | 8  | 8 | 18 | 27 | -9  |
| 19.  | Huracán                        | 13 | 19 | 3  | 7  | 9 | 20 | 35 | -15 |
| 20.  | Argentinos Juniors             | 12 | 19 | 2  | 8  | 9 | 18 | 36 | -18 |

### Marcatori
| Pos. | Giocatore         | Squadra           | Gol |
| ---- | ----------------- | ----------------- | --- |
| 1    | José Oscar Flores | Vélez Sársfield   | 14  |
| 2    | Hugo Castillo     | Deportivo Español | 10  |
| 2    | Darío Scotto      | Rosario Central   | 10  |

## Retrocessioni
| Pos. | Squadra                        | 1992-93 | 1993-94 | 1994-1995 | Punti | Giocate | Media |
| ---- | ------------------------------ | ------- | ------- | --------- | ----- | ------- | ----- |
| 1.   | San Lorenzo                    | 45      | 44      | 56        | 145   | 114     | 1.272 |
| 2.   | River Plate                    | 46      | 45      | 49        | 140   | 114     | 1.228 |
| 3.   | Vélez Sársfield                | 48      | 38      | 52        | 138   | 114     | 1.211 |
| 4.   | Boca Juniors                   | 48      | 42      | 41        | 131   | 114     | 1.149 |
| 5.   | Independiente                  | 41      | 48      | 37        | 126   | 114     | 1.106 |
| 6.   | Gimnasia y Esgrima La Plata    | 34      | 37      | 49        | 120   | 114     | 1.053 |
| 7.   | Lanús                          | 37      | 41      | 39        | 117   | 114     | 1.026 |
| 8.   | Racing Club                    | 36      | 42      | 39        | 117   | 114     | 1.026 |
| 9.   | Rosario Central                | 39      | 38      | 39        | 116   | 114     | 1.018 |
| 10.  | Huracán                        | 43      | 43      | 29        | 115   | 114     | 1.009 |
| 11.  | Banfield                       | N/A     | 40      | 36        | 76    | 76      | 1.000 |
| 12.  | Belgrano (Córdoba)             | 38      | 35      | 36        | 109   | 114     | 0.956 |
| 13.  | Deportivo Español              | 41      | 32      | 36        | 109   | 114     | 0.956 |
| 14.  | Ferro Carril Oeste             | 38      | 35      | 32        | 105   | 114     | 0.921 |
| 15.  | Argentinos Juniors             | 33      | 36      | 34        | 103   | 114     | 0.903 |
| 16.  | Platense                       | 28      | 38      | 35        | 101   | 114     | 0.886 |
| 17.  | Newell's Old Boys              | 25      | 36      | 38        | 99    | 114     | 0.868 |
| 18.  | Gimnasia y Esgrima (Jujuy)     | N/A     | N/A     | 32        | 32    | 38      | 0.842 |
| 19.  | Deportivo Mandiyú (Corrientes) | 37      | 30      | 25        | 92    | 114     | 0.807 |
| 20.  | Talleres (Córdoba)             | N/A     | N/A     | 24        | 24    | 38      | 0.632 |

Il Deportivo Mandiyú (Corrientes) e il Talleres (Córdoba) furono retrocessi in Primera B Nacional.